# União Sport Clube do Uíge
União Sport Club do Uíge, ou simplesmente União do Uíge é um clube de futebol angolano, com Sede na província do Uíge. Disputa o Campeonato Angolano de Futebol da Primeira Divisão, a Girabola, após ser promovido para a temporada 2014.
O clube manda seus jogos no Estádio 4 de Janeiro.